# 艾達頓·馬田斯·保坦
艾達頓·馬田斯·保坦（葡萄牙語：Adaílton Martins Bolzan，1977年1月24日—），生于南里奧格蘭德州，2012年6月10日正式宣佈退役。

## 生涯
艾達頓於1994年在青年人體育會開始他的職業生涯，然後再轉到瓜蘭尼，巴黎聖日耳門，帕爾馬，熱那亞和維羅納。他首場意甲賽事是於1997年9月21日對皮亞琴察。

## 國際賽
艾達頓是1997年世青盃的得金靴獎得主。

## 連結
- Sambafoot （页面存档备份，存于）

1. ↑  . Vremea Noua. 18 June 2012  [2016-01-30]. （原始内容存档于2020-09-22） （罗马尼亚语）.